# 小行星2434
小行星2434（2434 Bateson）是一颗绕太阳运转的小行星，为主小行星带小行星。该小行星于1981年5月27日发现。
該小行星以紐西蘭天文學家弗蘭克·貝特森命名。

## 轨道参数
小行星2434的轨道半长轴为3.0794857 UA，离心率为0.171。